# فيسنتي لوبيز كاريل
فيسنتي لوبيز كاريل (بالإسبانية: Vicente López Carril)‏ ولد بتاريخ 2 ديسمبر 1942 في لا كورونيا، وتوفي في 29 مارس 1980 في خيخون، كان دراج إسباني في صنف سباق الدراجات على الطريق.

## سجل النتائج

### سباقات أو مراحل فاز بها
- طواف فرنسا
- طواف إسبانيا
- طواف إيطاليا

## وصلات خارجية
- الموقع الرسمي

## روابط خارجية
- فيسنتي لوبيز كاريل على موقع أرشيف الدراجات (الإنجليزية)
- فيسنتي لوبيز كاريل على موقع إحصائيات الدراجات الإحترافية (الإنجليزية)
- فيسنتي لوبيز كاريل على موقع CycleBase (الإنجليزية)